# Eremoscopus
Eremoscopus is een geslacht van rechtvleugeligen uit de familie veldsprinkhanen (Acrididae). De wetenschappelijke naam van dit geslacht is voor het eerst geldig gepubliceerd in 1951 door Bey-Bienko.

## Soorten
Het geslacht Eremoscopus  is monotypisch en omvat slechts de volgende soort:
- Eremoscopus oculatus (Bey-Bienko, 1951)